# Seznam evroposlancev iz Irske (1999–2004)
Seznam evroposlancev iz Irske v mandatu 1999–2004.

## Seznam

### Connaught
- Pat Gallagher (zamenjal ga leta 2002 Seán Ó Neachtain) (Zveza za Evropo narodov)
- John McCartin (Evropska ljudska stranka - Evropski demokrati)
- Dana Rosemary Scallon (Evropska ljudska stranka - Evropski demokrati)

### Dublin
- Niall Andrews (Zveza za Evropo narodov)
- Mary Banotti (Evropska ljudska stranka - Evropski demokrati)
- Proinsias De Rossa (Stranka evropskih socialistov)
- Patricia McKenna (Skupina Zelenih-Evropska svobodna zveza)

### Leinster
- Nuala Ahern (Skupina Zelenih-Evropska svobodna zveza)
- Avril Doyle (Evropska ljudska stranka - Evropski demokrati)
- Jim Fitzsimons (Zveza za Evropo narodov)
- Liam Hyland (Zveza za Evropo narodov)

### Munster
- Gerard Collins (Zveza za Evropo narodov)
- Pat Cox (Evropska liberalna, demokratska in reformna stranka)
- Brian Crowley (Zveza za Evropo narodov)
- John Cushnahan (Evropska ljudska stranka - Evropski demokrati)